# Кітангірі
Кітангірі — озеро, знаходиться в Танзанії, площа складає — найбільша зареєстрована 1200, в 21 столітті — 200 км². Розташоване в регіоні Сингіда, неподалік знаходиться озеро Еясі — північно-східніше.
В озері мешкають риби родини цихлід — принаймні Oreochromis amphimelas та Oreochromis esculentus.